# Novantinoe agriloides
Novantinoe agriloides là một loài bọ cánh cứng trong họ Cerambycidae.